# غوست إن ذا شيل (لعبة فيديو)
غوست إن ذا شيل (بالإنجليزية: Ghost in the Shell)، هي لعبة فيديو يابانية، ومن تطوير إكساكت وبرودكشن آي جي، ونشرها شركتي سوني كمبيوتر إنترتنمنت وتي إتش كيو، صدرت اللعبة في الأسواق سنة 1997، وتعمل حصرياً لمنصة بلاي ستيشن.